# Esther Vilar

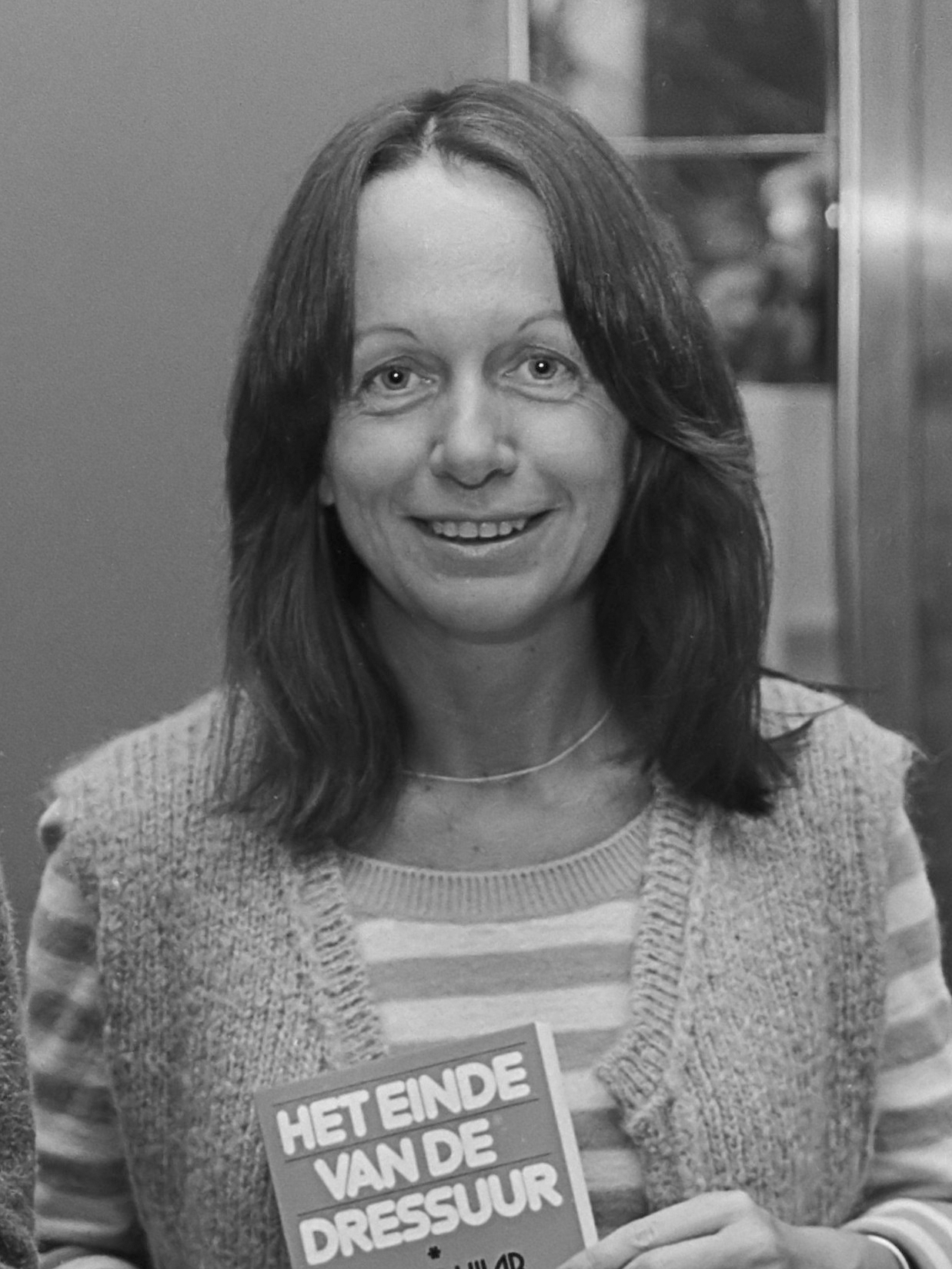
Esther Vilar (1977)

Esther Vilar (tên khai sinh: Esther Margareta Katzen; ngày 16 tháng 9 năm 1935 tại Buenos Aires, Argentina) là một nhà văn người Argentina gốc Đức. Bà được đào tạo và thực hành như một bác sĩ y khoa trước khi tự biến mình thành một tác giả. Bà được biết đến với cuốn sách Manipulated Man năm 1971 và hàng loạt các cuốn sách kế tiếp cuốn đó, trong đó bao hàm tranh cãi cho rằng, trái ngược với lời tuyên truyền về quyền nữ quyền và nữ quyền chung, phụ nữ trong các nền văn hóa công nghiệp không bị áp bức mà thực sự khai thác một hệ thống lợi dụng đàn ông.
Bà ấy vẫn cảm nhân quan điểm của mình về các vấn đề giới trong nền văn hóa phổ biến, nhưng đã bỏ qua, không muốn lặp lại bản thân, và tập trung nỗ lực phi hư cấu của mình vào chủ đề tôn giáo không kém phần gây tranh cãi. Các chủ đề cơ bản trong tất cả các văn bản của bà là tự do chống lại tù đày. Cụ thể, bà đề cập đến mong muốn trong tất cả chúng ta giao phó bớt trách nhiệm cá nhân cho người khác.

## Tiểu sử
Cha mẹ của Vilar là những người di cư Đức-Do Thái. Họ chia tay khi bà 3 tuổi.
Bà học y khoa tại Đại học Buenos Aires, và năm 1960 đã đi đến Tây Đức về học bổng để tiếp tục nghiên cứu về tâm lý học và xã hội học. Bà làm bác sĩ ở bệnh viện Bavarian trong một năm, và cũng làm việc như một dịch giả, nhân viên bán hàng, công nhân lắp ráp trong một nhà máy nhiệt kế, mô hình giày và thư ký.
Esther kết hôn với tác giả người Đức Klaus Wagn năm 1961. Cuộc hôn nhân kết thúc sau khi ly hôn sau hai năm nhưng họ có một con trai, Martin, vào năm 1964. Về việc ly hôn bà nói, "Tôi không chia tay với người đàn ông, chỉ đã kết hôn với một tổ chức."